# Stade Hamuta
Het Stade Hamuta is een multifunctioneel stadion in Papeete, een plaats in Tahiti, Frans-Polynesië. Het stadion wordt ook Stade de la Fautaua genoemd. In het stadion is plaats voor 10.000 toeschouwers. De voetbalclub AS Manu-Ura maakt er gebruik van. In september 2022 wordt in dit stadion het Oceanisch kampioenschap voetbal onder 19 gespeeld. Er staan zes groepswedstrijden gepland.